# Metropolia preszowska

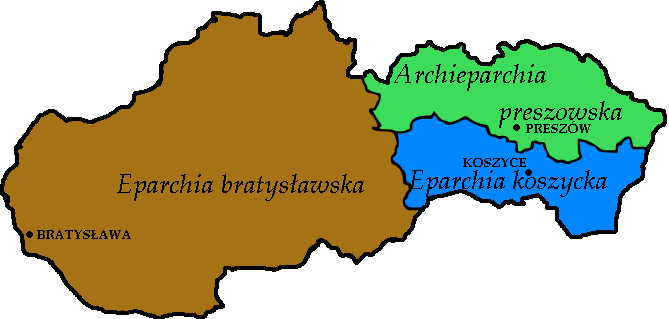
Mapa metropolii preszowskiej

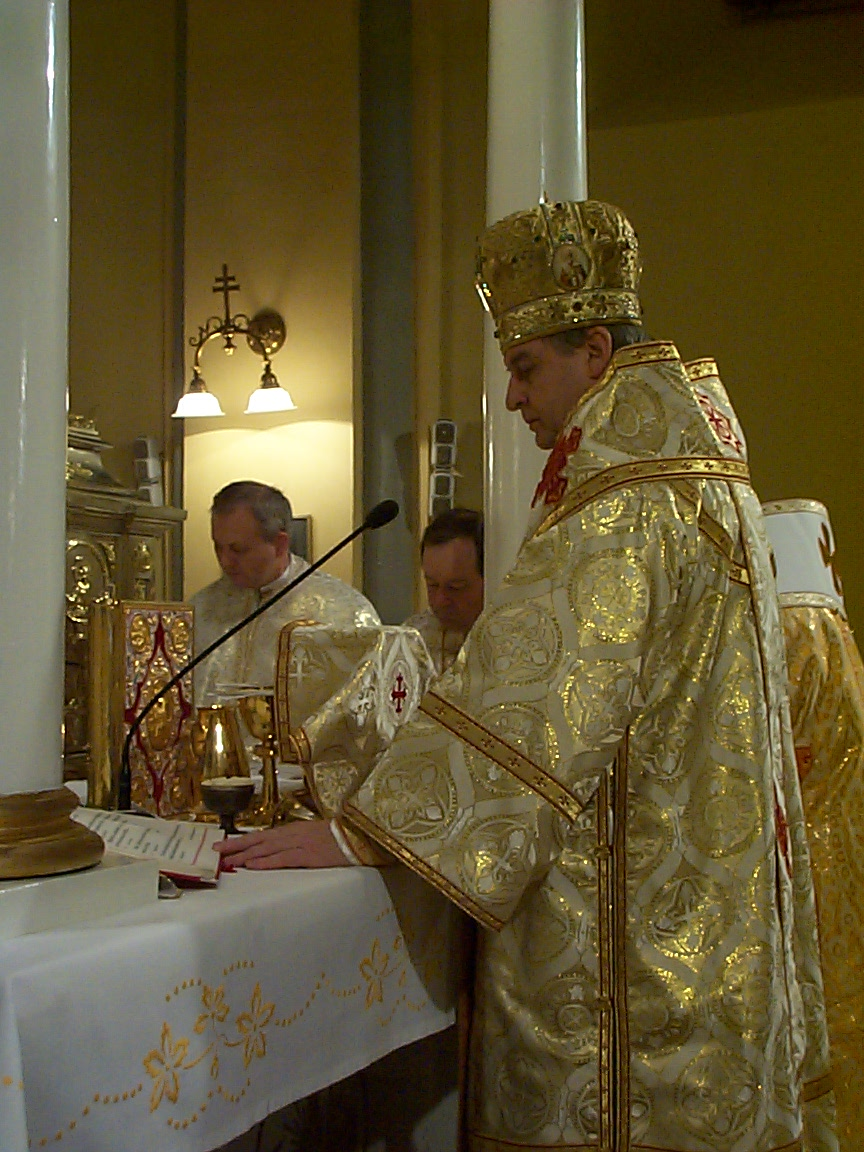
Metropolita Ján Babjak odprawia mszę w katedrze św. Jana Chrzciciela w Preszowie

Metropolia preszowska – jedyna metropolia obrządku bizantyjsko-słowackiego. Jest to także jedna z trzech katolickich metropolii na Słowacji, mająca swą siedzibę w Preszowie. W jej skład wchodzą:
1. archieparchia preszowska
2. eparchia koszycka
3. eparchia bratysławska

## Historia
Utworzenie metropolii greckokatolickiej planowano już w 1937 roku, ale uniemożliwiły to zmiany granic, wybuch II wojny światowej i prześladowania religijne, rozpoczęte wraz z dojściem do władzy reżimu komunistycznego.
Papież Benedykt XVI utworzył 30 stycznia 2008 na Słowacji greckokatolicką metropolię. Jej stolicą ustanowił Preszów, będący dotychczas siedzibą eparchii tego obrządku. Równocześnie utworzył dwie diecezje, które stały się sufraganiami metropolii preszowskiej. Do rangi eparchii podniósł dotychczasowy egzarchat apostolski w Koszycach i erygował nową eparchię w Bratysławie.

## Biskupi
Benedykt XVI mianował pierwszym metropolitą preszowskim tamtejszego biskupa Jána Babiaka, liczącego wówczas 54 lata.